# Omar e Os Cianos
Omar e Os Cianos foi uma banda de new wave e Synth-pop brasileira formada em 1983 na cidade de São Paulo pelos músicos Fabiene (Vocais), Maury Gatti (Guitarras) e Beto Eliezer (Teclados). Considerados uma banda emergente dos anos 1980, eles tornaram-se nacionalmente famosos após fazerem uma aparição no filme Rock Estrela, e também na Trilha Sonora Original do filme com a música "24 Horas no Ar". Por conta do filme, a banda se apresentou em diversos programas de TV, entre eles Cassino do Chacrinha e Perdidos na Noite, de Fausto Silva.
O nome da banda é um trocadilho para "o mar e oceanos".

## Formação
- Fabiene - Vocais
- Maury Gatti - Guitarras
- Beto Eliezer - Teclados

## História
A banda foi formada em 1983 na cidade de São Paulo pelos músicos Fabiene (Vocais), Maury Gatti (Guitarras) e Beto Eliezer (Teclados).
Considerados uma banda com potencial, gravadora CBS decidiu investir na banda. Em 1985, a gravadora incluiu a música "Abominável Homem das Neves" em duas de suas coletâneas que contém hits de várias bandas emergentes, como Dr. Silvana e Cia, Capital Inicial, Telex, Rádio Táxi, Sempre Livre, dentre outras. As coletâneas são: "Os Intocáveis" (o nome faz referência ao fato de serem artistas recentes e que até então não eram tocados em rádios) e "Que delícia de rock".
No mesmo ano, a Elma Chips e a gravadora CBS aproveitaram o sucesso da primeira edição do Rock in Rio, e lançaram um álbum, intitulado "Rock in Elma Chips", com bandas emergentes (entre elas o Omar e os Cianos) ao lado de uma música do Ozzy Osbourne, "Centre of eternity" (do disco Bark at the Moon, de 1983).
"Abominável Homem das Neves" conseguiu uma ótima receptividade nas rádios. Com isso, a CBS continuou investindo na banda, e lançou um compacto duplo, contendo as músicas "24 Horas no Ar" e "Coisa Do Além".
Em 1986, fazem uma aparição no filme Rock Estrela, e também se fazem presentes na Trilha Sonora Original do filme com a música "24 Horas no Ar". Por conta do filme, a banda se apresentou em diversos programas de TV, entre eles Cassino do Chacrinha e Perdidos na Noite, de Fausto Silva.
Em 2022, o baterista Aquiles Priester tocou um cover da música "24 Horas no Ar" e a incluiu em seu álbum "PsychOctopus: Pandemic Times".

### Homenagens
- Em 2018, a Revista Bula incluiu a banda na sua lista "25 bandas dos anos 1980 (e seus hits) que você esqueceu completamente"[12]. A loista inclui bandas como João Penca & Seus Miquinhos Amestrados, Inimigos do Rei, Heróis da Resistência e Hanoi Hanoi.
- Em 2022, eles apareceram na lista “10 Nomes Esquecidos do Rock brasileiro dos anos 80” do site gavetadebaguncas.com.br[13]

## Discografia
- 1985 - Coletânea "Os Intocáveis" (Selo: CBS), com a música "Abominável Homem das Neves"[7]
- 1985 - Coletânea "Que delícia de rock" (Selo: CBS), com música "Abominável Homem das Neves".[8]
- 1985 - Coletânea "Rock in Elma Chips", com a música "Abominável Homem das Neves"[9]
- 1985 - Compacto duplo "24 Horas no Ar" (Selo: CBS)[10]
- 1986 - Rock Estrela: Trilha Sonora Original (Epic Records) com a música  "24 Horas no Ar"[4]

## Lgações externas
- Discografia da banda no Instituto Memória Musical Brasileira